# Selamat Sudiarjo
Selamat Sudiarjo is een bestuurslaag in het regentschap Rejang Lebong van de provincie Bengkulu, Indonesië. Selamat Sudiarjo telt 518 inwoners (volkstelling 2010).